# Biocosmesi
La biocosmesi è un ramo della cosmesi che utilizza prodotti che contengono ingredienti biologici, completamente naturali, senza aggiunta di essenze artificiali.   
Spesso l'etichetta di "biocosmesi" viene assegnata in modo restrittivo, includendo solo prodotti che, in aggiunta ai vincoli sugli ingredienti, sono per esempio commercializzati limitando l'impatto ecologico delle confezioni o delle tecniche di produzione.  

## Requisiti legali dei prodotti
I prodotti biocosmetici devono rispettare i requisiti legali dei cosmetici generici, requisiti che variano da paese a paese. 
In generale, i cosmetici si distinguono dai farmaci in quanto non hanno proprietà terapeutiche: per esempio, una lozione idratante è un cosmetico, mentre una pomata antibiotica è un farmaco. Solo in casi particolari un cosmetico può contenere principi attivi volti a curare uno specifico problema, come lo shampoo antiforfora che contiene ketoconazolo. La distinzione tra cosmetici e farmaci si traduce di solito in percorsi diversi per l'ammissione in commercio del prodotto. 

### Unione Europea
Nell'Unione europea esistono norme specifiche per la vendita di prodotti cosmetici. È per esempio necessario che sulla confezione siano presenti il nome, l'indirizzo del responsabile e il lotto di produzione in modo che gli organismi di controllo possano intervenire tempestivamente nel caso si verificassero problemi con un particolare prodotto. Inoltre devono essere presenti necessariamente informazioni utili al consumatore, come la quantità del prodotto, le precauzioni di impiego e la data di scadenza. Deve essere presente anche la lista degli ingredienti, elencati in ordine decrescente (da quello presente in quantità maggiore a quello presente in quantità minore) e con il loro nome universale, ovvero quello catalogato dall'International Nomenclature of Cosmetic Ingredients (INCI).

### Stati Uniti
A seguito della vendita di molti prodotti cosmetici con ingredienti dannosi per la salute dei consumatori, nel 1938 negli Stati Uniti è stato formulato il Federal Food, Drug, and Cosmetic Act, il primo tentativo al mondo di regolamentare il mercato di questi articoli.

## Certificazioni
I prodotti biocosmetici sono certificati da diversi enti.

### Ecolabel europeo
Dal 1992 l'Ecolabel europeo tiene conto della natura dei prodotti, analizzandone l’impatto ambientale durante tutto il processo di produzione.

### NATRUE
L'associazione NATRUE è stata creata nel 2007 dall’International natural and organic cosmetics association e ha sede a Bruxelles. NATRUE fornisce standard per il settore dei prodotti cosmetici naturali e biologici, stabilendo requisiti rigorosi per quanto riguarda le formulazioni dei prodotti e gli imballaggi, contribuendo ad un minor impatto ambientale. I prodotti certificati da questa associazione devono essere privi di acqua (poiché esclusa dalla lista degli ingredienti naturali), di OGM, di oli minerali, di sostanze petrolchimiche, di profumi sintetici e conservanti artificiali.

### COSMOS
Cosmetic organic standard definisce lo standard per la cosmesi biologica e naturale. Lo standard cosmos si basa su regole come la promozione dell'agricoltura biologica e l'utilizzo delle risorse naturali in modo responsabile.

### AIAB
In Italia, l'Associazione dell'agricoltura biologica contribuisce alle norme di produzione dell'agricoltura biologica, creando modelli di sviluppo e marchi di qualità. L'associazione certifica anche i prodotti cosmetici e ha definito un disciplinare con requisiti per prodotti di Eco Bio Cosmesi. I requisiti richiedono che i prodotti usino materie prime vegetali non allergizzanti, provenienti da agricoltura biologica, e che rispettino l’ambiente e gli animali.

## Caratteristiche
Spesso l'etichetta di biocosmesi viene assegnata in modo restrittivo, includendo solo prodotti che, in aggiunta ai vincoli sugli ingredienti, sono per esempio commercializzati limitando l'impatto ecologico dei sistemi di conservazione  o delle tecniche di produzione. Per esempio, il disciplinare elaborato da ICEA, in collaborazione con l'Istituto di Cosmetologia dell'Università di Ferrara, per definire i prodotti cosmetici bio, include requisiti quali:
- il prodotto deve essere privo di materie prime dannose per l'ambiente
- ogni ingrediente deve provenire da agricoltura biologica certificata ed essere selezionato in base a criteri di sostenibilità ambientale;
- gli imballaggi devono contenere materiali riciclabili o essere collegati a un sistema di restituzione dei vuoti
- non possono essere usate sostanze come siliconi e petrolati
- non possono essere usate piante, o loro parti, quando l'utilizzo può contribuire a porle a rischio di estinzione
- non possono essere usate materie prime provenienti da animali, quando queste ne comportano la soppressione

### Sistemi per la conservazione
L'industria cosmetica usa diversi sistemi per proteggere i prodotti da contaminazioni di muffe e batteri. Uno dei sistemi più diffusi consiste nell'uso dei parabeni, derivati dell’acido paraidrossibenzoico scoperti nel 1924. 
In seguito alla diffusione di dubbi sulla sicurezza dei parabeni, diverse aziende hanno adottato altri sistemi per la conservazione dei prodotti. Uno dei metodi consiste per esempio nel togliere dagli shampoo l'acqua, poiché crea un ambiente favorevole alla proliferazione dei batteri. Un altro metodo consiste nell'usare il confezionamento per rendere i prodotti meno vulnerabili ai microrganismi: per esempio, una crema in tubetto ha meno bisogno di conservanti rispetto a una crema conservata in un barattolo nel quale devono essere infilate ogni giorno le mani. Una soluzione particolarmente funzionale da questo punto di vista è l'uso di flaconcini monodose, che però hanno un maggior impatto ambientale. 
La conservazione è comunque aiutata anche da alcuni ingredienti dei cosmetici. Per esempio, aiutano a ridurre il rischio di contaminazioni:
- l'alcol
- il glicerolo, che ha un effetto simile a quello dello zucchero nelle confetture
- gli agenti chelanti, che indeboliscono le membrane dei microrganismi
- acidi come l’acido citrico, che rendono l’ambiente ostile alla crescita di batteri e muffe.

### Sperimentazione animale
Secondo diversi disciplinari, i prodotti biocosmetici non devono essere testati sugli animali, e non devono contenere ingredienti provenienti da animali, quando ottenerli ne comporta la soppressione. Sono quindi vietati ingredienti come glicerina animale, collagene e cheratina sono vietati.
Nell'Unione europea dal 2013 la sperimentazione animale per i cosmetici è vietata. Non è quindi consentito il commercio di prodotti testati sugli animali o che contengono ingredienti testati sugli animali. Per i produttori è comunque ancora possibile effettuare sperimentazioni in paesi al di fuori dell'Europa e utilizzare gli ingredienti per confezionare prodotti da vendere sul mercato comunitario. 
Negli Stati Uniti la sperimentazione animale non è vietata ma non è nemmeno obbligatoria, quindi la decisione è lasciata alle aziende. In Giappone, invece, i test sono obbligatori per prodotti che contengono nuovi coloranti, filtri solari o nuove molecole. In Cina, infine, solo nel 2014 è passata una legge per limitare l'obbligo di effettuare test sugli animali. Questo è il motivo per il quale grandi marchi internazionali non sono commercializzati nell'Unione europea.
Sulla confezione di molti prodotti in commercio è presente il simbolo di un coniglietto stilizzato, a indicare che il prodotto non è stato testato sugli animali. Nell'Unione europea questa certificazione è superflua, ma nel resto del mondo resta un simbolo distintivo.

### Ingredienti
Gli ingredienti dei cosmetici naturali sono principalmente di origine vegetale, ma anche di origine minerale o animale. Gli ingredienti più importanti sono gli oli, come quello di argan, di oliva, di mandorle, di ricino, di soia, e i burri, come quello di karité, di cacao e la cera d'api. Esistono anche vari oli essenziali per deodoranti e profumi. Vengono utilizzati estratti di erbe, acque floreali e aromi naturali. Le materie prime devono provenire da agricoltura biologica controllata o da raccolte selvatiche.

### Confezionamento
Le confezioni dei prodotti cosmetici hanno un ruolo sia estetico sia funzionale, in quanto devono proteggere il prodotto. Le aziende produttrici di biocosmetici spesso ricorrono confezioni a basso impatto ambientale, riducendo l'uso di plastica. Tuttavia, la semplice sostituzione della plastica con il vetro non è di per sé garanzia di maggiore sostenibilità: essendo delicato, il vetro ha bisogno di un imballaggio secondario aggiuntivo. 
I contenitori preferiti sono in legno, vetro, carta e bioplastica, per mantenere un basso impatto ambientale. Frequente è l'uso di vasetti in polipropilene, un materiale riciclabile versatile e duraturo. Un'altra alternativa sono le confezioni in sughero e in tessuto. Molte aziende inoltre non includono nelle confezioni spatole e foglietti illustrativi, risparmiando così molta carta.
I vincoli sul confezionamento possono portare anche a scelte sui prodotti da commercializzare: gli shampoo solidi, senza imballaggi in plastica, sono preferiti rispetto agli shampoo liquidi; allo stesso modo burri e oli essenziali sono preferiti a balsami e sieri. 